# سد غاتون

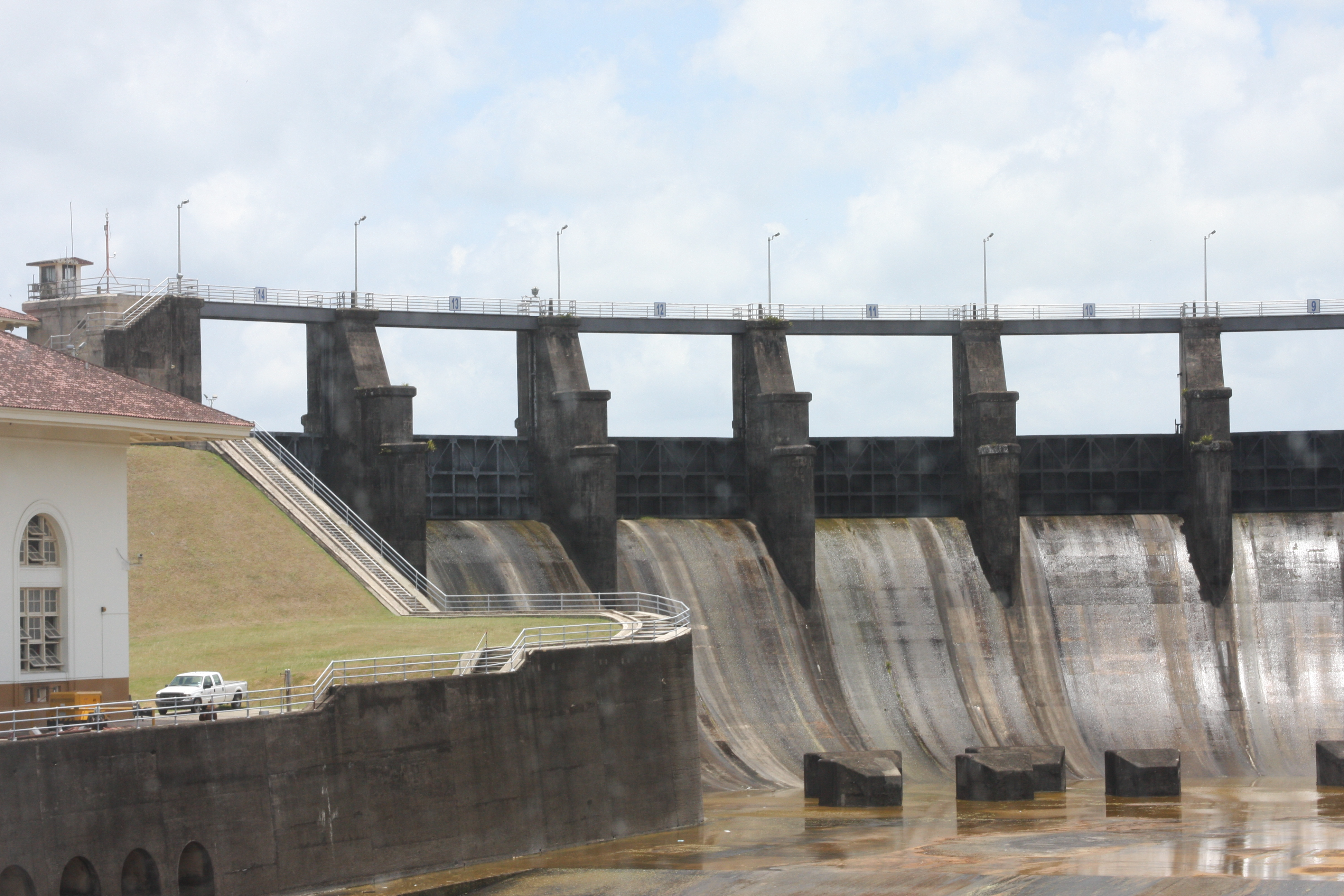

سد غاتون Gatun Dam هو سد كبير يقع على نهر تشاغريس في بنما قرب مدينة غاتون. أنشأ السد بين عامي 1907 و1913 ويشكل جزءا من قناة بنما، فهو يقف أمام بحيرة غاتون والتي تحمل السفن لمسافة 33 كم خلال عبورهم برزخ بنما. بالإضافة إلى ذلك فهو يشمل محطة توليد كهرومائية لتوليد الكهرباء التي تستخدم في تشغيل أهوسة القناة وباقي أجزاء القناة.
يعتبر بناء السد أحد الإنجازات الهندسية البارزة، فحين الانتهاء منه كان يعتبر أكبر سد في العالم.